# Molekylmassa
Molekylmassa (äldre benämning: molekylvikt), även relativ molekylmassa, anger en molekyls massa i förhållande till atommassenheten (u). Molekylmassan för ett ämne är summan av de ingående atomernas relativa atommassor.
Molekylmassan för vatten (H2O) som består av två väteatomer och en syreatom är därmed:
{\displaystyle M_{R}=2\cdot 1,008+16,00=18,02}
MR är förkortningen för (relativ) molekylmassa, 1,008 är den relativa atommassan för väte och 16,00 den relativa atommassan för syre.